# Walter Stelzhammer
Walter Stelzhammer (* 14. Juni 1950 in Oberösterreich) ist ein österreichischer Architekt und lebt in Wien.

## Leben

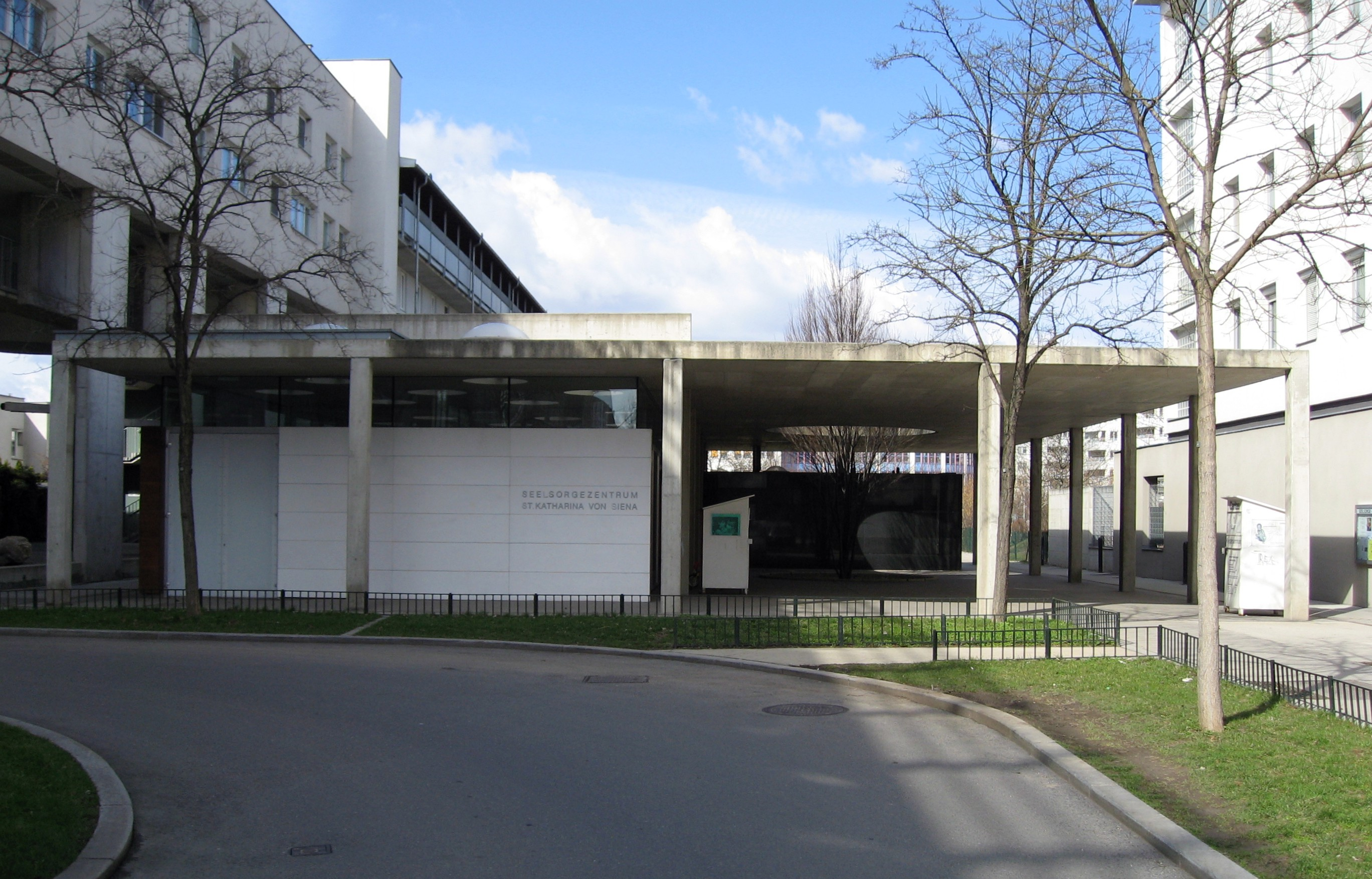
Seelsorgezentrum St. Katharina von Siena in Wien-Donaustadt

Walter Stelzhammer besuchte von 1964 bis 1969 die HTL Krems an der Donau. Von 1970 bis 1972 war er Mitarbeiter im Architekturbüro Plischke. Von 1970 bis 1977 studierte er an der Akademie der bildenden Künste in Wien bei Ernst Anton Plischke, Gustav Peichl und Roland Rainer  Architektur. Nach dem Studium Mitarbeit von 1977 bis 1979 im Architekturbüro Prof. Rob Krier und von 1979 bis 1981 im Architekturbüro von Gunther Wawrik. 1982 gründete Stelzhammer sein eigenes Architekturatelier.
Von 1982 bis 1983 war Walter Stelzhammer Assistent am Institut für Gebäudelehre der TU Wien bei Anton Schweighofer und hatte von 1989 bis 1994 Lehraufträge am Institut für Hochbau und Entwerfen der TU Wien bei Hans Puchhammer und von 2004 bis 2005 am Institut für künstlerische Gestaltung der TU Wien bei András Pálffy.
Walter Stelzhammer war von 2006 bis 2010 Vorsitzender der Bundessektion Architekten der Bundeskammer der Architekten und Ingenieurkonsulenten und von 2010 bis 2014 Präsident der Länderkammer der Architekten und Ingenieurkonsulenten für Wien, Niederösterreich und Burgenland.

## Anerkennungen
- 1977 Meisterschulpreis der Akademie der bildenden Künste Wien
- 2003 Preis der Stadt Wien für Architektur
- 2008 Österreichischer Bau-Preis für die Atriumsiedlung Orasteig
- 2010 Niederösterreichischer Kulturpreis für Architektur[2]

## Realisierungen
- 2005–2009 Atriumsiedlung Orasteig in Wien-Floridsdorf
- Wohnhausanlage am Leberberg
- Wohnhausanlage Atzgersdorf
- Bildungszentrum Campus Krems an der Donau
- 1995–1996 Seelsorgezentrum St. Katharina von Siena